# Servi Sulpici Galba (cònsol 144 aC)
Servi Sulpici Galba (llatí: Servius Sulpicius S. f. Galba) va ser un magistrat romà. Formava part de la gens Sulpícia, i de la família dels Galba, d'origen patrici.
Va ser tribú militar l'any 167 aC de Luci Emili Paul·le Macedònic a qui era personalment hostil. Després de la derrota de Perseu de Macedònia, Emili Paul·le va retornar a Roma i Galba va tractar d'impedir que li fos concedit el triomf, però sense èxit. Apià diu que Galba era molt ric però avariciós. Ciceró diu que era un bon orador i un home que sabia molt. Va viure com a mínim fins a l'any 138 aC.
L'any 151 aC va ser pretor i va rebre Hispània com a província on va fer la guerra als celtibers. Va ajudar també a romans o aliats romans que eren atacats pels lusitans. Però l'exèrcit romà estava exhaust i era indisciplinat va mostrar signes de debilitat. Quan es retirava sense perseguir els lusitans, aquests van donar la volta i es va produir una batalla terrible on van morir set mil romans. Amb la resta dels seus homes i alguns contingents auxiliars dels seus aliats locals es va instal·lar a Conistorgis.
A la primavera del 150 aC va atacar altre cop als lusitans i va assolar el seu país. Els lusitans van enviar una ambaixada reclamant per la violació del tractat que havien fet amb Atili, i per la seva part prometien observar els termes de l'acord amb fidelitat. Galba va cridar els ambaixadors lusitans i els va rebre amablement, va demanar excuses i va justificar la revolta lusitana per la pobresa del país, i els va prometre terres més fèrtils si seguien lleials a Roma. Els lusitans es van reunir, per ser portats a les terres fèrtils, a tres llocs prefixats i quan van estar reunits els va fer matar a tots i molt pocs es van poder escapar. Entre els que van poder fugir hi havia Viriat, que encapçalaria als lusitans contra la república a la guerra lusitana.
Aquesta conducta va ser denunciada pel tribú Tit Escriboni Libó que el va acusar l'any següent, quan va tornar a Roma. També va rebre les crítiques de Cató de 85 anys. Amb suborns va aconseguir ser absolt (146 aC) i l'any següent va ser elegit cònsol pel 144 aC, junt amb Luci Aureli Cotta I. Els dos cònsols es van disputar qui dels dos tindria el comandament a Hispània on Viriat al front dels lusitans s'havia revoltat, però finalment el comandament el va tenir, mitjançant una pròrroga, el cònsol de l'any anterior Quint Fabi Màxim Emilià.